# Slanec (powiat Koszyce-okolice)
Slanec – wieś (obec) na Słowacji położona w kraju koszyckim, w powiecie Koszyce-okolice. Pierwsze wzmianki o miejscowości pochodzą z roku 1230. 
Według danych z dnia 31 grudnia 2012, wieś zamieszkiwało 1421 osób, w tym 727 kobiet i 694 mężczyzn.
W 2001 roku rozkład populacji względem narodowości i przynależności etnicznej wyglądał następująco:
- Słowacy – 91,04%
- Czesi – 0,23%
- Polacy – 0,16%
- Romowie – 2,42%
- Rusini – 0,08%
- Ukraińcy – 0,08%
- Węgrzy – 1,95%

Ze względu na wyznawaną religię struktura mieszkańców kształtowała się w 2001 roku następująco:
- Katolicy rzymscy – 64,93%
- Grekokatolicy – 3,82%
- Ewangelicy – 1,25%
- Prawosławni – 0,23%
- Ateiści – 3,12%
- Przedstawiciele innych wyznań – 0,08%
- Nie podano – 4,29%